# Шуранді Самбо
Шуранді Руджеріо Самбо (нід. Shurandy Ruggerio Sambo, нар. 19 серпня 2001, Гелдроп, Нідерланди) — нідерландський футболіст кюрасаоського походження, фланговий захисник англійського клубу «Бернлі».

## Ігрова кар'єра

### Клубна
Шуранді Самбо починав грати у футбол у молодіжній команді нідерландського ПСВ. У зимове міжсезоння 2019/20 футболіста було переведено до складу «Йонг ПСВ», що виступає у Еерстедивізі.
16 травня 2001 року Самбо зіграв першу гру в основі ПСВ, вийшовши на заміну у матчі Ередивізі проти «Утрехта». У серпні 2021 року захисник порвав хрестоподібну зв'язку і повністю пропустив сезон 2021/22. Та в квітні 2022 року він продовжив контракт з ПСВ до 2024 року.
У серпні 2022 року Самбо на правах оренди перейшов у клуб «Спарта» з Роттердама з правом подальшого викупа контракту.
28 червня 2024 року підписав чотирирічну угоду з англійським клубом «Бернлі».

### Збірна
Влітку 2023 року Шуранді Самбо був внесений в заявку молодіжної збірної Нідерландів для участі у молодіжному чемпіонаті Європи в Румунії та Грузії.
У 2021 році футболіст також отримав виклик у національну збірну Кюрасао на Золотий кубок КОНКАКАФ.

## Титули
- Володар Суперкубка Нідерландів (1):

ПСВ: 2023
Збірні
 Чемпіон Європи серед юнаків: 2018